# Ján Šipeky
Ján Šipeky (né le 2 janvier 1973 à Košice) est un coureur cycliste slovaque.

## Palmarès
- 2001
  -  Champion de Slovaquie du contre-la-montre par équipes (avec Jan Gazi, Maroš Kováč et Ján Valach)
- 2002
  -  Champion de Slovaquie du contre-la-montre par équipes (avec Radovan Husár, Maroš Kováč et Ján Valach)
- 2003
  - 3e du Tour d'Égypte
- 2005
  - 6e étape du Tour d'Égypte
- 2006
  - Classement général du Tour du Maroc
- 2007
  - Grand Prix de Sharm el-Sheikh
  - 2e du Tour d'Égypte
- 2008
  - 5e étape du Tour de Libye

## Classements mondiaux
| Année            | 2005 | 2006  | 2007 | 2008  | 2009  | 2010 | 2011 |
| ---------------- | ---- | ----- | ---- | ----- | ----- | ---- | ---- |
| UCI Africa Tour  | 37e  |       | 7e   | 134e  | 149e  |      |      |
| UCI America Tour |      |       |      |       |       |      | 385e |
| UCI Europe Tour  |      | 1093e | 239e | 1217e | 1019e |      |      |